# Lilian Seng
Pour les articles homonymes, voir Seng.
Lilian Seng (née le 18 avril 1920 à Heidelberg et morte le 3 janvier 2015) est une monteuse allemande.

## Biographie
Fille d'un ingénieur et d'une femme d'origine noble, elle entre comme monteuse à la Tobis au début de la Seconde Guerre mondiale. Après la guerre, elle intègre la DEFA qui vient d'être créée. Elle s'occupe des deux premières grandes productions est-allemandes, L'Affaire Blum et Rotation. En 1950, elle travaille pour des productions ouest-allemandes à Berlin et Munich.
Elle travaille pour la télévision en 1961 sur la série Stahlnetz. Après quelques téléfilms, elle participe à Die seltsamen Methoden des Franz Josef Wanninger et Tatort. Elle prend sa retraite en 1980.

## Filmographie
Cinéma
- 1944 : Eine alltägliche Geschichte
- 1945 : Der Scheiterhaufen
- 1947 : Kein Platz für Liebe de Hans Deppe
- 1948 : L'Étrange aventure de Monsieur Fridolin B.
- 1948 : L'Affaire Blum
- 1949 : Rotation
- 1949 : Der Biberpelz
- 1949 : Der Kahn der fröhlichen Leute
- 1950 : Sensation im Savoy
- 1953 : Masque en bleu
- 1953 : Fanfaren der Ehe
- 1953 : Le Gueux immortel
- 1954 : Ma chanson te suivra
- 1954 : Marianne
- 1955 : Valse royale
- 1956 : Des roses pour Bettina
- 1956 : Der Meineidbauer
- 1956 : Rose
- 1957 : Casino de Paris
- 1957 : Une femme qui sait ce qu'elle veut
- 1958 : Solange das Herz schlägt
- 1959 : Liebe, Luft und lauter Lügen
- 1960 : Opération coffre-fort
- 1960 : Ingeborg
- 1960 : Je ne voulais pas être un nazi
- 1960 : Les Eaux saintes
- 1961 : La Fille de Hong Kong
- 1962 : L'Irrésistible célibataire

Téléfilms
- 1963 : Don Carlos –  Infant von Spanien
- 1964 : Der Hund des Generals
- 1965 : Der Ruepp
- 1965 : Antigone
- 1967 : Flucht ohne Ausweg
- 1967 : Nathan der Weise
- 1968 : Othello
- 1970 : La Marquise de Brinvilliers
- 1980 : Exil

Séries télévisées
- 1961 : Stahlnetz : In der Nacht zum Dienstag ... (de)
- 1974 : Tatort : Der Mann aus Zimmer 22
- 1976 : Tatort : Zwei Leben
- 1977 : Tatort : Spätlese
- 1978 : Tatort : Der Feinkosthändler
- 1978-1979 : Die unsterblichen Methoden des Franz Josef Wanninger
- 1980 : Tatort : Der Zeuge

## Source de la traduction
- (de) Cet article est partiellement ou en totalité issu de l’article de Wikipédia en allemand intitulé « Lilian Seng » (voir la liste des auteurs).